# Mont Jean (Saint-Barthélemy)
Mont Jean est un quartier de Saint-Barthélemy dans les Caraïbes. Il est situé dans la partie nord-est de l'île entre Pointe Milou et Marigot.